# Ratusz w Kościerzynie

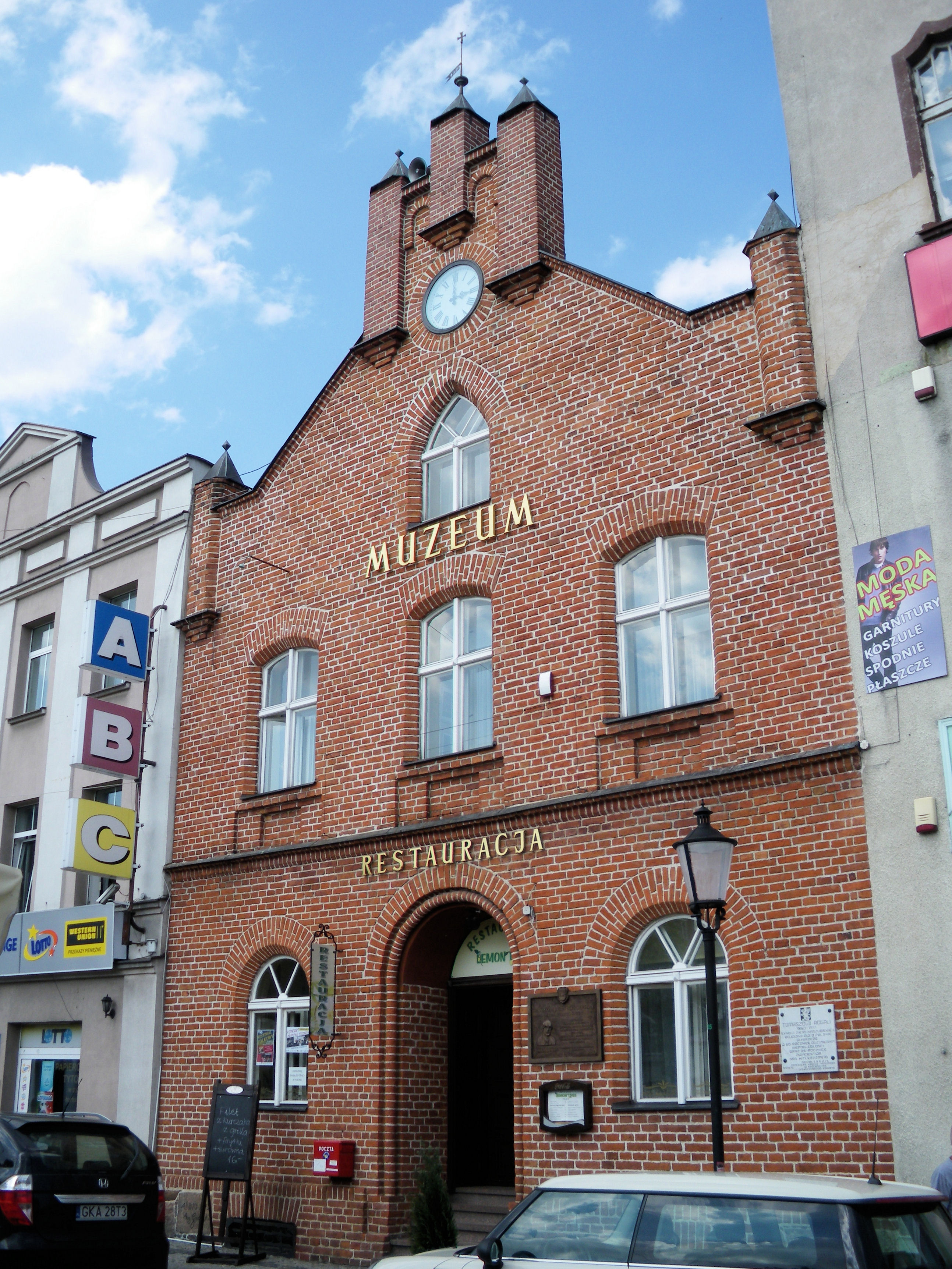
Ratusz w Kościerzynie

Ratusz w Kościerzynie – ratusz został zbudowany w latach 1843–1844 we wschodniej pierzei rynku, jako dwupiętrowy gmach z cegły.
W latach 1844–1975 był siedzibą władz miasta. Do 1990 był siedzibą wielu instytucji. W latach 1995–2000 został poddany renowacji. Obecnie w ratuszu mieści się Muzeum Ziemi Kościerskiej, w którym przedstawione zostały dzieje regionu kościerskiego. W mieszczącym się na kościerskim rynku pięknie odrestaurowanym ratuszu, najstarszym istniejącym budynku użyteczności publicznej w mieście, prezentowane są zbiory gromadzone od lat 60. XX w. przez mieszkańców Kościerzyny i okolic. Obecnie Muzeum Ziemi Kościerskiej prezentuje zbiory z zakresu historii, kultury oraz etnografii. Zwiedzający znajdzie tu liczne informacje i obiekty obrazujące dzieje ziemi kościerskiej i wybitnych ludzi z nią związanych, makietę XIX-wiecznej Kościerzyny, artystyczne rękodzieła kaszubskich twórców ludowych oraz pięknie urządzony pokój Franciszka Sędzickiego. 
Ciekawym elementem ekspozycji są znaleziska archeologiczne pochodzące z obszaru powiatu kościerskiego. 
W Dziale Przyrodniczym swoje miejsce znalazły eksponaty obrazujące faunę ziemi kościerskiej (obecnie dział ten znajduje się w depozycie w Leśnej Izbie Edukacyjnej w Nadleśnictwie Kościerzyna, ul. M. Skłodowskiej-Curie 6).
Znajdują się tutaj między innymi takie perełki jak: księga z 1662 r. zawierająca zbiór listów i komentarzy Marcina Lutra do Pisma Świętego, panorama kościerskiego browaru z XIX w., fotel ślubny z 1769 r., igłowa maszyna do pisania Franciszka Sędzickiego – Mignon AEG.
Muzeum Ziemi Kościerskiej ma dwa oddziały - Muzeum Kolejnictwa i Muzeum Akordeonu. W ratuszu znajduje się również restauracja "Lemon Tree".